# Flugunfall von Neuenkirchen
Der Flugunfall von Neuenkirchen mit einer Messerschmitt Bf 109 der Luftwaffe der Wehrmacht ereignete sich am 20. Mai 1944. Auf Grund eines Motorschadens führte der Pilot des Jagdflugzeuges eine Notlandung auf freiem Feld bei Neuenkirchen im Kreis Steinfurt durch. Nachdem er das Flugzeug verlassen und sich in die Ortschaft begeben hatte, explodierte es. Durch die Explosion wurden 24 Schaulustige getötet und 25 zum Teil schwer verletzt.
Im Jahre 2004 stellte der örtliche Heimatverein ein Mahnmal an der Unfallstelle auf.

## Unfallhergang
Am Samstag, dem 20. Mai 1944 startete gegen 14:20 Uhr eine Formation Jagdflugzeuge auf dem Militärflugplatz Rheine-Bentlage. Augenzeugen berichteten, eine Messerschmitt Bf 109 habe sich mit einer starken Rauchfahne aus dieser Formation gelöst und zu einer Notlandung mit eingezogenem Fahrwerk auf einem Feld auf dem Dörper Berg bei Neuenkirchen im Kreis Steinfurt angesetzt. Kurz vor der Landung habe der Pilot den unter dem Rumpf befindlichen Zusatztank sowie die Kabinenhaube abgeworfen. Das Triebwerk habe gebrannt und auch im Cockpit sei Feuer gewesen. Nach der Landung konnte der verletzte Pilot das Flugzeug aus eigener Kraft verlassen. Er warnte herbeilaufende Schaulustige vor der vom Flugzeug ausgehenden Gefahr und wies sie an, genügend Abstand zu halten. Danach begab er sich in Begleitung von Flaksoldaten in den Ort, um sich beim Bürgermeister zu melden. Doch die Schaulustigen, unter ihnen viele Kinder und Jugendliche missachteten die Warnung und umringten dicht das verunglückte Flugzeug, welches kurz darauf explodierte. Die linke Tragfläche wurde abgerissen, Bruchstücke von Motor und Zelle flogen bis zu 100 m weit. Durch die Explosion wurden 16 Menschen sofort getötet. Weitere 33 Personen, von denen später noch acht starben, wurden zum Teil schwer verletzt. Die Toten waren in der Mehrzahl Jugendliche und Schulkinder. Die genaue Ursache des Unfalls ist nicht bekannt, es wird jedoch vermutet, dass Munition der Bordkanone durch den Brand zur Explosion gebracht wurde.